# Vliegvelden gesorteerd naar IATA-code Q
Dit is een lijst van vliegvelden gesorteerd op IATA-code met de beginletter Q.
| IATA | ICAO | Luchthaven                  | Stad      | Land      |
| ---- | ---- | --------------------------- | --------- | --------- |
| QHB  | EHBD | Kempen Airport              | Budel     | Nederland |
| QHS  | EHSE | Breda International Airport | Breda     | Nederland |
| QHT  | EHTE | Teuge International Airport | Teuge     | Nederland |
| QPG  | WSAP | Paya Lebar                  | Singapore | Singapore |
| QSF  | DAAS | Ain Arnat                   | Sétif     | Algerije  |

A · B · C · D · E · F · G · H · I · J · K · L · M · N · O · P · Q · R · S · T · U · V · W · X · Y · Z · (alles)